# Phania
Phania (лат.) — род тахин подсемейства фазии.

## Описание
Длина тела 3—7 мм. Нижний край лица хорошо виден сбоку. Глазковые щетинки направлены вперёд. Щетинки и волоски на затылке чёрные. Сосательные лопасти хоботка небольшие. Глаза без волосков. Предвершинные задне-вентральные щетинки на голенях задних ног отсутствуют или заметно короче предвершинных передне-вентральных щетинок. Щиток по краю с тремя парами крепких щетинок. Вершинная пара щетинок на щитке перекрещивается. На крыле отрезок между впадением субкостальной и первой радиальной жилкой снизу в волосках. Брюшко, в основном, блестяще чёрное. Стерниты брюшка открытые. На конце брюшка самок нет клешневидных отростков. Шестой стернит самок хорошо развит, снизу с отростком.

## Биология
Личинки развиваются в клопах семейства земляных щитников, например Legnotus limbosus и Sehirus bicolor. Имаго питаются на цветках растений.

## Классификация
Род относится к трибе Cylindromyiini. В состав рода включают 7 видов.
- Phania albisquama (Villeneuve, 1924)
- Phania curvicauda (Fallén, 1820)
- Phania funesta (Meigen, 1824)
- Phania incrassata Pandellé, 1894
- Phania rufomaculata Gilasian & Ziegler, 2013
- Phania peculifrons (Villeneuve, 1919)
- Phania thoracica Meigen, 1824

## Распространение
Представители рода встречаются в Палеарктике.